# Ait Aissi Ihahane
Ait Aissi Ihahane (franska: Ait Aissi Ihahane (CR), Ait Aissi Ihahane (Commune Rurale), arabiska: اكرض) är en kommun i Marocko.   Den ligger i provinsen Essaouira och regionen Marrakech-Safi, i den centrala delen av landet, 400 km sydväst om huvudstaden Rabat. Antalet invånare är 5 437.